# Ana Carrascosa
Ana Carrascosa Zaragoza (* 6. Mai 1980 in Valencia) ist eine ehemalige spanische Judoka. Sie gewann zwei Bronzemedaillen bei Weltmeisterschaften und war 2008 Europameisterin.

## Sportliche Karriere
Die 1,58 m große Ana Carrascosa kämpfte im Halbleichtgewicht. 2000, 2002, 2006 und 2007 war sie spanische Meisterin. Sie gewann 1998 sowohl bei den Juniorenweltmeisterschaften als auch bei den Junioreneuropameisterschaften eine Bronzemedaille. 1999 folgte eine Bronzemedaille bei den U20-Europameisterschaften. 
2001 belegte sie den siebten Platz bei den Europameisterschaften in Paris, nachdem sie im Viertelfinale gegen die Rumänin Ioana Maria Aluaș verloren hatte. Im Jahr darauf gewann sie bei den Europameisterschaften 2002 in Maribor im Viertelfinale gegen die Rumänin Alina Alexandra Dumitru und im Halbfinale gegen die Slowenin Petra Nareks, das Finale verlor Carrascosa gegen die Britin Georgina Singleton. Bei den Europameisterschaften 2003 in Düsseldorf schied sie nach einer Viertelfinalniederlage gegen die Französin Annabelle Euranie im ersten Kampf der Hoffnungsrunde aus. Bei den Weltmeisterschaften 2003 in Osaka unterlag Carrascosa im Achtelfinale gegen Annabelle Euranie. Nach zwei Siegen in der Hoffnungsrunde verlor sie gegen die Deutsche Raffaella Imbriani und belegte den siebten Platz. Im Mai 2004 verlor sie bei den Europameisterschaften im ersten Kampf gegen Petra Nareks. 2005 nahm Carrascosa an keiner internationalen Meisterschaft teil. Bei den Europameisterschaften 2006 und 2007 schied sie jeweils frühzeitig gegen die Weißrussin Marina Zharskaya aus.
2008 bei den Europameisterschaften in Lissabon bezwang sie im Viertelfinale die Belgierin Ilse Heylen, im Halbfinale die Rumänin Ioana Maria Aluaș und im Finale die Deutsche Romy Tarangul. Somit fuhr Ana Carrascosa als amtierende Europameisterin zu den Olympischen Spielen nach Peking. Dort besiegte sie in ihrem ersten Kampf die Mongolin Mönchbaataryn Bundmaa und verlor im Achtelfinale gegen die Chinesin Xian Dongmei. Nach einem Sieg gegen die Portugiesin Telma Monteiro und einer Niederlage gegen die Südkoreanerin Kim Kyung-ok in der Hoffnungsrunde belegte die Spanierin den siebten Platz. Bei den Europameisterschaften 2009 in Tiflis bezwang sie im Halbfinale Petra Nareks, im Finale unterlag sie der Russin Natalja Kusjutina. Anfang Juli 2009 erkämpfte sie eine Bronzemedaille bei den Mittelmeerspielen in Pescara. Ende August fanden in Rotterdam die Weltmeisterschaften 2009 statt. Carrascosa unterlag im Viertelfinale der Deutschen Romy Tarangul. Mit Siegen über die Mongolin Mönchbaataryn Bundmaa und die Nordkoreanerin Jo Song-hui sicherte sie sich eine Bronzemedaille. Anfang 2010 unterlag Ana Carrascosa beim Grand-Slam-Turnier in Paris im Finale der Japanerin Misato Nakamura. Bei den Europameisterschaften schied sie frühzeitig gegen die Italienerin Rosalba Forciniti aus. Viereinhalb Monate später unterlag sie bei den Weltmeisterschaften 2010 in ihrem zweiten Kampf der Mongolin Mönchbaataryn Bundmaa. Im Jahr darauf unterlag sie bei den Europameisterschaften 2011 in Istanbul im Viertelfinale der Britin Sophie Cox, mit Siegen gegen Ilse Heylen und Romy Tarangul erkämpfte sich Carrascosa eine Bronzemedaille. Vier Monate danach erreichte sie mit Siegen über Ilse Heylen und die Französin Priscilla Gneto das Halbfinale bei den Weltmeisterschaften in Paris. Nach ihrer Niederlage gegen Misato Nakamura gewann sie den Kampf um Bronze gegen die Portugiesin Joana Ramos. 2012 belegte Carrascosa bei den Europameisterschaften in Tscheljabinsk den fünften Platz. Die Olympischen Spiele 2012 in London waren das letzte große Turnier für Ana Carrascosa, sie schied in ihrem Auftaktkampf nach 4:02 Minuten gegen Marie Muller aus Luxemburg aus.